# Jorge Javier Vázquez
Jorge Javier Vázquez Morales (Badalona, Barcelona, 25 de julio de 1970) es un presentador de televisión, actor, empresario teatral y escritor español.

## Biografía
Nació en Badalona (Barcelona), en el barrio de San Roque. Su madre se llama María Morales Martínez (1941) y es de Alcaraz (Albacete), y su padre, fallecido en 1997, era de Cieza (Murcia).
Licenciado en Filología hispánica en la Universidad de Barcelona en 1993, su carrera profesional está íntimamente ligada, sobre todo, a la televisión. Antes de llegar a este medio trabajó durante un tiempo en la revista de adolescentes Súper Pop y como redactor en la revista Pronto.
En 1997 debutó en televisión como colaborador en el programa de Antena 3 Extra Rosa, conducido por Rosa Villacastín y Ana Rosa Quintana. El año siguiente, sería colaborador del magacín de tarde Sabor a ti y de su edición veraniega Sabor a verano. En 2001 se estrenó como presentador junto a Francine Gálvez en Rumore, rumore. En Antena 3 también participó en un programa matutino titulado Llama y debate.
Tras su etapa en Antena 3, dio el salto definitivo a Telecinco, cadena en la que comenzó colaborando en el programa Día a día, presentado por María Teresa Campos.
El 24 de marzo de 2003, comenzó a presentar junto con Carmen Alcayde Aquí hay tomate, que se mantuvo en parrilla hasta el 1 de febrero de 2008 y cuya cancelación fue anunciada por sorpresa. A la par que este programa, en 2007 presentó el programa Hormigas blancas, que se centraba en repasar la vida de personajes populares. 
En septiembre de 2008, tras pasar varios meses alejado de la televisión, regresó a la cadena para conducir los resúmenes diarios del reality show Gran Hermano 10, así como los debates semanales emitidos los domingos.
En marzo de 2009, tras el estreno de Supervivientes 2009 fue el encargado de presentar un late night llamado Sálvame Golfo, cuya finalidad era en principio repasar los acontecimientos más destacadas del reality show de supervivencia y servir de apoyo al programa.
Debido a los buenos datos de audiencia cosechados, el programa comenzó a emitirse desde abril de 2009 de forma diaria bajo el nombre Sálvame, que consiguió consolidarse en la parrilla de la cadena liderando las tardes de la televisión durante 14 años hasta su final el 23 de junio de 2023.
En abril de 2009 comenzó también a presentar el programa de entrevistas a personajes del corazón titulado Deluxe, que se emitía con gran éxito los sábados por la noche, desde las 22:00h hasta las 02:00h de la madrugada.
El 16 de octubre de 2009 recibió el Premio Ondas 2009 al mejor presentador de televisión por renovar con brillantez y sentido del humor el rol del presentador en un género controvertido. El premio tuvo su componente de polémica al ser considerado "vergonzoso" por buena parte de los profesionales del sector, lo que llevó incluso a que Carles Francino y Àngels Barceló, que debían entregarle el premio durante la gala, se negaran a hacerlo.
El 10 de noviembre de 2009, Telecinco anunció que  retransmitiría junto con Belén Esteban, las campanadas de fin de año de 2009 para la cadena. Las campanadas fueron hasta la fecha las más seguidas en la historia de Telecinco y su emisión fue líder de las cadenas privadas.
En diciembre de 2009, recibiría junto con Mercedes Milá, el Premio Shangay 2009 al mejor presentador.
El 10 de febrero de 2010 comenzó a presentar el talent show de baile llamado  ¡Más que baile! En marzo de ese mismo año, fue sustituido por Tania Llasera.
En mayo de 2011, asumió la responsabilidad de conducir por primera vez las galas semanales de un reality en Telecinco. Así, desde ese año presenta Supervivientes.
El 21 de julio de 2011, Telecinco comunica a los medios de comunicación mediante una nota de prensa que renueva su contrato por tres años más, debido a su éxito en los programas ya mencionados, Sálvame, Deluxe y Supervivientes. Tras el éxito de Supervivientes 2011, le concedieron la conducción de su segundo reality show, Acorralados, copresentado por Raquel Sánchez Silva y con el mismo equipo que el de Supervivientes.
En diciembre de 2011, presentó las campanadas de fin de año junto a Isabel Pantoja y Kiko Rivera en Telecinco, logrando ser unas de las más vistas de la historia de la cadena.
Desde abril de 2012 y hasta marzo de 2014 condujo Hay una cosa que te quiero decir, aunque tras abandonarlo por unos meses en noviembre de ese mismo volvió a conducirlo.
El 8 de noviembre de 2012 publicó un libro autobiográfico titulado La vida iba en serio.
Desde enero de 2014, escribe regularmente un blog en la revista Lecturas titulado Vidas propias, donde repasa asuntos de su vida personal y también aborda cuestiones de actualidad, no solo del mundo del corazón, sino también de temática social.
En septiembre de 2015, debuta como actor de teatro protagonizando la comedia musical Iba en serio, adaptación de su novela autobiográfica La vida iba en serio. También presentó en el prime time de Telecinco el programa Cámbiame Premium.
Entre febrero de 2016 y abril de 2018 ejerció de juez en el talent show de Telecinco, Got Talent España.
Desde septiembre de 2016 hasta diciembre de 2017, tomó el testigo de Mercedes Milá al frente del programa Gran Hermano en sus decimoséptima y decimoctava ediciones.
En 2017 apareció como invitado en un programa de Samanta y... relacionado con el sexo presentado por Samanta Villar.
En 2018, se puso al frente de Gran Hermano VIP en sustitución de Jordi González, presentando el reality durante su sexta y séptima edición. Del mismo modo, en 2019 le fue confiada la conducción de Gran Hermano Dúo.
El 16 de marzo de 2019, fue hospitalizado por un problema de salud, lo que le obligó a cancelar sus compromisos profesionales. Tras su ingreso, el presentador fue operado al haberle sido detectado un aneurisma congénito que había desembocado en una pequeña hemorragia, además de sufrir un ictus, hecho que le impidió continuar con su obra de teatro y conducir sus programas de televisión durante varias semanas al tener que guardar reposo, de tal forma que fue sustituido por Jordi González en Gran Hermano Dúo, por Paz Padilla y Carlota Corredera en Sálvame, y por María Patiño en Deluxe hasta su reincorporación.
En mayo de 2023, tras anunciarse el final de los programas Sálvame y Deluxe, el presentador anunció su retirada temporal de televisión alegando problemas de salud. Más tarde, en septiembre de 2023, regresó a la televisión presentando el programa de entrevistas Cuentos chinos, emitido en el access prime time de Telecinco. Debido a los bajos datos de audiencia cosechados en sus primeras emisiones, Mediaset España tomó la decisión de cancelar el programa y retirarlo de la parrilla de la cadena.
El 29 de julio de 2024, Telecinco estrenó junto a la productora Boomerang TV El diario de Jorge, un talk show de testimonios para la tarde de la cadena presentado por Jorge Javier Vázquez, basado en el recordado El diario. Asimismo, en septiembre se volvió a poner a los mandos de las galas de Gran Hermano en su decimonovena edición.

## Trayectoria

### Programas de televisión

#### Como presentador
| Año                      | Programa                                  | Cadena             | Notas       |
| ------------------------ | ----------------------------------------- | ------------------ | ----------- |
| 2001                     | Rumore, rumore                            | Antena 3           | Presentador |
| 2003-2008                | Aquí hay tomate                           | Telecinco          | Presentador |
| 2007-2008                | Hormigas blancas                          | Telecinco          | Presentador |
| 2008                     | Gran Hermano: El Debate                   | Telecinco          | Presentador |
| 2009-2023                | Sálvame                                   | Telecinco          | Presentador |
| 2009-2023                | Deluxe                                    | Telecinco          | Presentador |
| 2009-2010                | Campanadas de fin de año                  | Telecinco          | Presentador |
| 2011                     | Acorralados                               | Telecinco          | Presentador |
| 2011-2012                | Campanadas de fin de año                  | Telecinco          | Presentador |
| 2011; 2014-presente      | Supervivientes                            | Telecinco          | Presentador |
| 2012-2015; 2025-presente | Hay una cosa que te quiero decir          | Telecinco          | Presentador |
| 2015                     | Cámbiame Premium                          | Telecinco          | Presentador |
| 2016-2017; 2024-presente | Gran Hermano                              | Telecinco          | Presentador |
| 2017-2018                | Supervivientes: Tierra de Nadie           | Telecinco          | Presentador |
| 2017-2018                | Sálvame Stars                             | Telecinco y Cuatro | Presentador |
| 2018-2019                | Gran Hermano VIP                          | Telecinco y Cuatro | Presentador |
| 2019                     | Gran Hermano Dúo                          | Telecinco          | Presentador |
| 2020                     | El tiempo del descuento                   | Telecinco          | Presentador |
| 2020                     | Cantora: La herencia envenedada           | Telecinco          | Presentador |
| 2020                     | La última cena                            | Telecinco          | Presentador |
| 2020                     | La casa fuerte                            | Telecinco          | Presentador |
| 2021                     | Rocío, contar la verdad para seguir viva  | Telecinco          | Presentador |
| 2021                     | Secret Story: La casa de los secretos     | Telecinco          | Presentador |
| 2022                     | Montealto: Regreso a la casa              | Telecinco          | Presentador |
| 2022                     | Sálvame Fashion Week                      | Telecinco          | Presentador |
| 2022                     | Sálvame Mediafest                         | Telecinco          | Presentador |
| 2022                     | En el nombre de Rocío                     | Telecinco          | Presentador |
| 2022-2023                | Mediafest Night Fever                     | Telecinco          | Presentador |
| 2023                     | Cuentos chinos                            | Telecinco          | Presentador |
| 2024-presente            | Supervivientes All Stars                  | Telecinco          | Presentador |
| 2024                     | Supervivientes All Stars: Tierra de nadie | Telecinco          | Presentador |
| 2024-presente            | El diario de Jorge                        | Telecinco          | Presentador |
| 2024                     | Gran Hermano: Límite 48 horas             | Telecinco          | Presentador |

#### Como colaborador
| Año       | Programa                | Cadena    | Notas       |
| --------- | ----------------------- | --------- | ----------- |
| 1997-1998 | Extra Rosa              | Antena 3  | Colaborador |
| 1998-2003 | Sabor a ti              | Antena 3  | Colaborador |
| 1999      | Sabor a Verano          | Antena 3  | Colaborador |
| 2003      | Día a día               | Telecinco | Colaborador |
| 2006-2009 | El programa de Ana Rosa | Telecinco | Colaborador |
| 2009-2010 | La noria                | Telecinco | Colaborador |
| 2016-2018 | Got Talent España       | Telecinco | Jurado      |

#### Como invitado
| Año        | Programa                          | Cadena      | Notas       |
| ---------- | --------------------------------- | ----------- | ----------- |
| 2012-2015  | ¡Qué tiempo tan feliz!            | Telecinco   | 5 programas |
| 2013       | El convidat                       | TV3         | 1 programa  |
| 2013       | Territorio comanche               | Telemadrid  | 1 programa  |
| 2013-2016  | Alguna pregunta més?              | TV3         | 2 programas |
| 2014       | Hable con ellas                   | Telecinco   | 1 programa  |
| 2014       | Viajando con Chester              | Cuatro      | 1 programa  |
| 2014       | Hay una cosa que te quiero decir  | Telecinco   | 2 programas |
| 2014       | Ciento y la madre                 | Cuatro      | 1 programa  |
| 2014       | Els matins                        | TV3         | 1 programa  |
| 2015       | Un tiempo nuevo                   | Telecinco   | 1 programa  |
| 2015       | La noche en Paz                   | Telecinco   | 1 programa  |
| 2015       | Gran Hermano 16                   | Telecinco   | 1 programa  |
| 2015-2016  | Divendres                         | TV3         | 2 programas |
| 2016       | Còmics Show                       | TV3         | 1 programa  |
| 2016       | Feis tu feis                      | Cuatro      | 1 programa  |
| 2016       | Contigo quería yo hablar          | Telemadrid  | 1 programa  |
| 2017       | Planeta Calleja                   | Cuatro      | 1 programa  |
| 2017       | Gran Hermano VIP 5                | Telecinco   | 1 programa  |
| 2017       | Dani&Flo con Lara Álvarez         | Cuatro      | 2 programas |
| 2017       | Samanta y...                      | Cuatro      | 1 programa  |
| 2017-2018  | Viva la vida                      | Telecinco   | 3 programas |
| 2018       | Volverte a ver                    | Telecinco   | 1 programa  |
| 2018       | Quan arribin els marcians         | TV3         | 1 programa  |
| 2019       | Mi casa es la tuya                | Telecinco   | 1 programa  |
| 2021       | En casa con Kiko                  | Twitch      | 1 programa  |
| 2022       | Ya son las ocho                   | Telecinco   | 1 programa  |
| 2022       | Todo es mentira                   | Cuatro      | 1 programa  |
| 2022; 2024 | Fiesta                            | Telecinco   | 3 programas |
| 2023       | La matemática del espejo          | La 2        | 1 programa  |
| 2024       | ¡De viernes!                      | Telecinco   | 1 programa  |
| 2024       | Los vecinos de la casa de al lado | Mitele Plus | 1 programa  |

#### Como participante
| Año  | Programa                      | Cadena    | Notas                            |
| ---- | ----------------------------- | --------- | -------------------------------- |
| 2020 | La última cena                | Telecinco | Ganador, junto con Belén Esteban |
| 2021 | Mujeres y hombres y viceversa | Cuatro    | Tronista                         |

### Series de televisión
| Año  | Programa              | Cadena    | Personaje         | Notas       |
| ---- | --------------------- | --------- | ----------------- | ----------- |
| 2004 | 7 vidas               | Telecinco | Fotógrafo         | 1 episodio  |
| 2013 | La noche de José Mota | Telecinco | Él mismo          | 1 episodio  |
| 2014 | Chiringuito de Pepe   | Telecinco | Presentador de TV | 1 episodio  |
| 2016 | Gym Tony              | Cuatro    | Él mismo          | 1 episodio  |
| 2025 | Superestar            | Netflix   | Presentador       | 2 episodios |

### Libros
| Año  | Título                    | Editorial | ISBN              |
| ---- | ------------------------- | --------- | ----------------- |
| 2012 | La vida iba en serio      | Planeta   | 978-84-080-1390-7 |
| 2015 | Último verano de juventud | Planeta   | 978-84-081-4473-1 |
| 2022 | Antes del olvido          | Planeta   | 978-84-082-6589-4 |

### Teatro
| Año       | Obra                        | Personaje    | Notas        |
| --------- | --------------------------- | ------------ | ------------ |
| 2014      | Miguel de Molina al desnudo | Productor    | Productor    |
| 2015-2017 | Iba en serio                | Jorge Javier | Protagonista |
| 2018-2019 | Grandes Éxitos              | Jorge Javier | Protagonista |
| 2018-2019 | Bellas y Bestias            | Productor    | Productor    |
| 2020-2022 | Desmontando a Séneca        | Jorge Javier | Protagonista |

### Cine
| Año  | Obra       | Personaje | Notas     |
| ---- | ---------- | --------- | --------- |
| 2017 | La llamada | Productor | Productor |

### Podcast
| Año  | Título                  | Medio   | Notas       |
| ---- | ----------------------- | ------- | ----------- |
| 2022 | Querido Hater           | Podimo  | Invitado    |
| 2023 | Los burros de Fortunato | YouTube | Presentador |
| 2024 | Special People Club     | Podimo  | Invitado    |
| 2024 | Drama Queen             | YouTube | Invitado    |

## Premios
| Premios                      | Año  | Categoría                                                  | Resultado                       |
| ---------------------------- | ---- | ---------------------------------------------------------- | ------------------------------- |
| TP de Oro                    | 2009 | Mejor presentador/a programas de variedades y espectáculo. | Nominado                        |
| Premio Shangay               | 2009 | Mejor presentador.                                         | Ganador junto con Mercedes Milá |
| Premio Ondas                 | 2009 | Televisión: mejor presentador.                             | Ganador                         |
| Premio Estrella de la Prensa | 2011 | Mejor presentador.                                         | Ganador                         |
| Premio Kapital               | 2012 | Mejor presentador.                                         | Ganador                         |
| Premio Joan Ramón Mainat     | 2014 | Espontaneidad y cercanía al televidente.                   | Ganador                         |